# Nicolas Gestin
Pour les articles homonymes, voir Gestin.
Nicolas Gestin est un céiste slalomeur français, né le 30 mars 2000. Originaire de Tréméven dans le Finistère, il a notamment gagné les championnats d'Europe et du monde de moins de 23 ans en 2019 et 2021.
Le 29 juillet 2024, il devient champion olympique de canoë slalom lors des Jeux olympiques d'été de 2024 à Paris.

## Biographie

### Formation
Nicolas Gestin a commencé le kayak à l'âge de sept ans au club de canoë-kayak de Quimperlé, dont il est toujours licencié.
Il a été élève au lycée du pôle France et Espoir de canoë-kayak de Cesson-Sévigné, en Ille-et-Vilaine. Après le bac, il étudie en licence géographie et aménagement à l'université Rennes 2 puis à Paris,.

### Carrière sportive

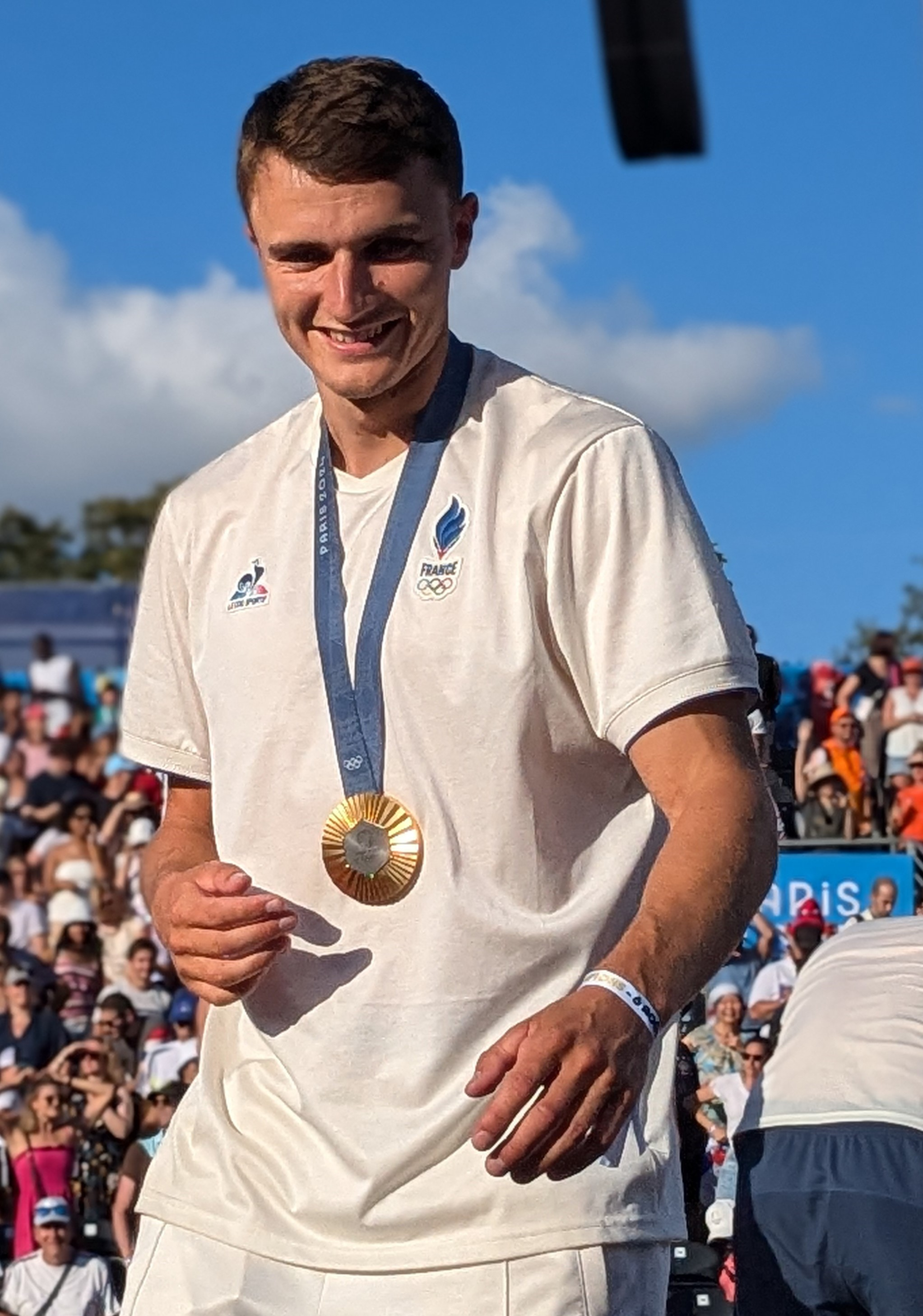
Nicolas Gestin célébrant sa médaille d'or au parc des Champions aux Jeux olympiques de 2024.

En avril 2016, Nicolas Gestin obtient sa première sélection en équipe de France junior pour participer au Championnat du monde junior. Par ailleurs, un mois plus tard, il a reçu de la part de la Quimperlé Communauté une aide de mille euros.[pertinence contestée]
Blessé à l'épaule en août 2017, il ne peut participer aux différentes compétitions jusqu'à 2018. Il subit trois à quatre semaines d'immobilisation, suivie de plusieurs mois de rééducation avec des kinésithérapeutes. De plus, il été opéré d'une capsuloplastie pour tenir l'os et retendre les ligaments, après s'être fait poser une butée.
À la rentrée 2019, il intègre le pôle France, à Vaires-sur-Marne, lieu d'accueil Jeux olympiques d'été de 2024.
En octobre 2020, il tente sans succès de prendre la place en catégorie C1H pour les Jeux olympiques d'été de Tokyo 2020, et finit à la sixième place, malgré les victoires de deux qualifications sur trois,.
Peu après, il décide de changer d'entraîneur pour Arnaud Brogniart, travaillant au pôle France de Vaires-sur-Marne, après avoir été accompagné par Anne Boixel pendant trois ans.
Fin avril 2021, il réussit à se qualifier en équipe de France, ce qui lui permet d'accéder aux compétitions internationales, que ce soit en U23 ou en seniors, et il remporte les championnats du monde de slalom moins de 23 ans à Tacen, en Slovénie le 10 juillet.
Avec Jules Bernardet et Lucas Roisin, Nicolas Gestin remporte la médaille d'or de canoë par équipes aux championnats du monde de slalom 2023 à Londres ; il est aussi médaillé d'argent en individuel.
Le 29 juillet 2024, il remporte à Vaires-sur-Marne l'épreuve masculine du canoé slalom des Jeux olympiques d'été de 2024 devant Adam Burgess et Matej Beňuš.

## Palmarès
| Année | Compétition                            | Lieu                   | Résultat | Catégorie               | Référence |
| ----- | -------------------------------------- | ---------------------- | -------- | ----------------------- | --------- |
| 2015  | Championnat de France                  |                        | 1er      | C1H cadet               | [ 16 ]    |
| 2016  | Coupe de France de National 1          | Bourg-Saint-Maurice    | 5e       | C1H cadet               | ,         |
| 2016  | Championnat du monde                   | Cracovie               | 5e       | C1H junior              | [ 19 ]    |
| 2016  | Championnat du monde                   | Cracovie               | 3e       | C3H junior              | [ 19 ]    |
| 2017  | Coupe de France de National 1          | L'Argentière-la-Bessée | 7e       | C1H junior              | ,         |
| 2018  | Championnat du monde                   | Ivrée                  | 1er      | en équipe               | [ 22 ]    |
| 2018  | Championnat du monde                   | Ivrée                  | 3e       | C1 junior               | [ 23 ]    |
| 2018  | Coupe de France de National 1          | Bourg-Saint-Maurice    | 1er      | C1H junior              | ,         |
| 2018  | Championnat d'Europe                   | Bratislava             | 2e       | C1H junior              | [ 26 ]    |
| 2018  | Championnat d'Europe                   | Bratislava             | 2e       | C3H junior              | [ 27 ]    |
| 2018  | 6ème Eurolympique                      | Guilligomarc'h         | 1er      | C1H                     | [ 28 ]    |
| 2019  | Championnat du monde de slalom         | Cracovie               | 1er      | C1H U23                 | [ 29 ]    |
| 2019  | Championnat d'Europe de slalom         | Mikulas (Slovaquie)    | 1er      | C1H U23                 | [ 30 ]    |
| 2019  | Coupe de France de National 1          | Longeville-lès-Metz    | 4e       | C1H seniors             | ,         |
| 2019  | Coupe de France de National 1          | Longeville-lès-Metz    | 2e       | C2H seniors             | ,         |
| 2020  | Coupe de France de National 1          | Guilligomarc'h         | 1er      | C1H seniors             | ,         |
| 2020  | Championnat du monde de slalom         | Tacen                  | 2e       | C1H                     | [ 35 ]    |
| 2020  | Qualifications pour les J. O. 2020     | Pau                    | 6e       | C1H seniors             | [ 36 ]    |
| 2021  | Championnat de France de slalom        | Vaires-sur-Marne       | 3e       | C1H seniors             | [ 37 ]    |
| 2021  | Championnat d'Europe de slalom seniors | Ivrée                  | 5e       | C1H seniors             | [ 38 ]    |
| 2021  | Championnats du monde de slalom        | Tacen                  | 1er      | C1H U23                 | [ 12 ]    |
| 2023  | Championnats du monde de slalom        | Londres                | 2e       | C1H seniors             | [ 14 ]    |
| 2023  | Championnats du monde de slalom        | Londres                | 1er      | C1H seniors par équipes | [ 13 ]    |
| 2024  | Jeux olympiques d'été                  | Vaires-sur-Marne       | 1er      | C1H seniors             | [ 15 ]    |
| 2025  | Championnats d'Europe de slalom        | Vaires-sur-Marne       | 2e       | C1H seniors             |           |

## Distinctions

### Décorations
Chevalier de la Légion d'honneur (décret du 23 septembre 2024)